# Grand Prix Formule 1 van Australië 2024
De Grand Prix Formule 1 van Australië 2024 werd verreden op 24 maart op het Albert Park Circuit in Melbourne. Het was de derde race van het seizoen.

## Vrije trainingen

### Uitslagen
- Enkel de top vijf wordt weergegeven.

| Vrije training 1 | Pos. | Nr. | Coureur          | Constructeur               | Tijd     |
| ---------------- | ---- | --- | ---------------- | -------------------------- | -------- |
| Vrije training 1 | 1    | 4   | Lando Norris     | McLaren-Mercedes           | 1:18.564 |
| Vrije training 1 | 2    | 1   | Max Verstappen   | Red Bull Racing-Honda RBPT | 1:18.582 |
| Vrije training 1 | 3    | 63  | George Russell   | Mercedes                   | 1:18.597 |
| Vrije training 1 | 4    | 16  | Charles Leclerc  | Ferrari                    | 1:18.599 |
| Vrije training 1 | 5    | 22  | Yuki Tsunoda     | RB-Honda RBPT              | 1:18.621 |
| Vrije training 2 | Pos. | Nr. | Coureur          | Constructeur               | Tijd     |
| Vrije training 2 | 1    | 16  | Charles Leclerc  | Ferrari                    | 1:17.277 |
| Vrije training 2 | 2    | 1   | Max Verstappen   | Red Bull Racing-Honda RBPT | 1:17.658 |
| Vrije training 2 | 3    | 55  | Carlos Sainz jr. | Ferrari                    | 1:17.707 |
| Vrije training 2 | 4    | 18  | Lance Stroll     | Aston Martin-Mercedes      | 1:17.822 |
| Vrije training 2 | 5    | 14  | Fernando Alonso  | Aston Martin-Mercedes      | 1:17.912 |
| Vrije training 3 | Pos. | Nr. | Coureur          | Constructeur               | Tijd     |
| Vrije training 3 | 1    | 16  | Charles Leclerc  | Ferrari                    | 1:16.714 |
| Vrije training 3 | 2    | 1   | Max Verstappen   | Red Bull Racing-Honda RBPT | 1:16.734 |
| Vrije training 3 | 3    | 55  | Carlos Sainz jr. | Ferrari                    | 1:16.791 |
| Vrije training 3 | 4    | 44  | Lewis Hamilton   | Mercedes                   | 1:16.806 |
| Vrije training 3 | 5    | 63  | George Russell   | Mercedes                   | 1:16.886 |

Tijdens de eerste vrije training beschadigde Alexander Albon zijn wagen door een zwaar ongeluk. Doordat Williams maar twee chassis ter beschikking heeft in Australië werd besloten om Logan Sargeant terug te trekken. Albon zal in de wagen van Sargeant gaan rijden maar wel met zijn eigen motor en versnellingsbak.

## Kwalificatie
Max Verstappen behaalde de vijfendertigste pole position in zijn carrière.
| Pos.                   | Nr. | Coureur          | Constructeur               | Kwalificatietijden | Kwalificatietijden | Kwalificatietijden | Grid   |
| Pos.                   | Nr. | Coureur          | Constructeur               | Q1                 | Q2                 | Q3                 | Grid   |
| ---------------------- | --- | ---------------- | -------------------------- | ------------------ | ------------------ | ------------------ | ------ |
| 1                      | 1   | Max Verstappen   | Red Bull Racing-Honda RBPT | 1:16.819           | 1:16.387           | 1:15.915           | 1      |
| 2                      | 55  | Carlos Sainz jr. | Ferrari                    | 1:16.731           | 1:16.189           | 1:16.185           | 2      |
| 3                      | 11  | Sergio Pérez     | Red Bull Racing-Honda RBPT | 1:16.805           | 1:16.631           | 1:16.274           | 6 *1   |
| 4                      | 4   | Lando Norris     | McLaren-Mercedes           | 1:17.430           | 1:16.750           | 1:16.315           | 3      |
| 5                      | 16  | Charles Leclerc  | Ferrari                    | 1:16.984           | 1:16.304           | 1:16.435           | 4      |
| 6                      | 81  | Oscar Piastri    | McLaren-Mercedes           | 1:17.369           | 1:16.601           | 1:16.572           | 5      |
| 7                      | 63  | George Russell   | Mercedes                   | 1:17.062           | 1:16.901           | 1:16.724           | 7      |
| 8                      | 22  | Yuki Tsunoda     | RB-Honda RBPT              | 1:17.356           | 1:16.791           | 1:16.788           | 8      |
| 9                      | 18  | Lance Stroll     | Aston Martin-Mercedes      | 1:17.376           | 1:16.780           | 1:17.072           | 9      |
| 10                     | 14  | Fernando Alonso  | Aston Martin-Mercedes      | 1:16.991           | 1:16.710           | 1:17.552           | 10     |
| 11                     | 44  | Lewis Hamilton   | Mercedes                   | 1:17.499           | 1:16.960           |                    | 11     |
| 12                     | 23  | Alexander Albon  | Williams-Mercedes          | 1:17.130           | 1:17.167           |                    | 12     |
| 13                     | 77  | Valtteri Bottas  | Kick Sauber-Ferrari        | 1:17.543           | 1:17.340           |                    | 13     |
| 14                     | 20  | Kevin Magnussen  | Haas-Ferrari               | 1:17.709           | 1:17.427           |                    | 14     |
| 15                     | 31  | Esteban Ocon     | Alpine-Renault             | 1:17.617           | 1:17.697           |                    | 15     |
| 16                     | 27  | Nico Hülkenberg  | Haas-Ferrari               | 1:17.976           |                    |                    | 16     |
| 17                     | 10  | Pierre Gasly     | Alpine-Renault             | 1:17.982           |                    |                    | 17     |
| 18                     | 3   | Daniel Ricciardo | RB-Honda RBPT              | 1:18.085           |                    |                    | 18     |
| 19                     | 24  | Zhou Guanyu      | Kick Sauber-Ferrari        | 1:18.188           |                    |                    | Pit *2 |
| Q1 107% tijd: 1:22.102 |     |                  |                            |                    |                    |                    |        |

*1 Sergio Pérez kreeg een gridstraf van drie plaatsen vanwege het hinderen van Nico Hülkenberg in de eerste kwalificatiesessie.

*2 Zhou Guanyu kwalificeerde zich als negentiende, maar moest verplicht vanuit de pitstraat starten vanwege het wisselen van de voorvleugel.

## Wedstrijd
Carlos Sainz jr. behaalde de derde Grand Prix-overwinning in zijn carrière.
| Pos.               | Nr. | Coureur          | Constructeur               | Rondes | Tijd / Oorzaak Uitval | Grid | Punten |
| ------------------ | --- | ---------------- | -------------------------- | ------ | --------------------- | ---- | ------ |
| 1                  | 55  | Carlos Sainz jr. | Ferrari                    | 58     | 1:20:26.843           | 2    | 25     |
| 2                  | 16  | Charles Leclerc  | Ferrari                    | 58     | +2.366                | 4    | 19S    |
| 3                  | 4   | Lando Norris     | McLaren-Mercedes           | 58     | +5.904                | 3    | 15     |
| 4                  | 81  | Oscar Piastri    | McLaren-Mercedes           | 58     | +35.770               | 5    | 12     |
| 5                  | 11  | Sergio Pérez     | Red Bull Racing-Honda RBPT | 58     | +56.309               | 6    | 10     |
| 6                  | 18  | Lance Stroll     | Aston Martin-Mercedes      | 58     | +1:33.222             | 9    | 8      |
| 7                  | 22  | Yuki Tsunoda     | RB-Honda RBPT              | 58     | +1:35.601             | 8    | 6      |
| 8                  | 14  | Fernando Alonso  | Aston Martin-Mercedes      | 58     | +1:40.992 *1          | 10   | 4      |
| 9                  | 27  | Nico Hülkenberg  | Haas-Ferrari               | 58     | +1:44.553             | 16   | 2      |
| 10                 | 20  | Kevin Magnussen  | Haas-Ferrari               | 57     | +1 ronde              | 14   | 1      |
| 11                 | 23  | Alexander Albon  | Williams-Mercedes          | 57     | +1 ronde              | 12   |        |
| 12                 | 3   | Daniel Ricciardo | RB-Honda RBPT              | 57     | +1 ronde              | 18   |        |
| 13                 | 10  | Pierre Gasly     | Alpine-Renault             | 57     | +1 ronde *2           | 17   |        |
| 14                 | 77  | Valtteri Bottas  | Kick Sauber-Ferrari        | 58     | +1 ronde              | 13   |        |
| 15                 | 24  | Zhou Guanyu      | Kick Sauber-Ferrari        | 57     | +1 ronde              | Pit  |        |
| 16                 | 31  | Esteban Ocon     | Alpine-Renault             | 57     | +1 ronde              | 15   |        |
| 17 †               | 63  | George Russell   | Mercedes                   | 56     | Ongeluk               | 7    |        |
| DNF                | 44  | Lewis Hamilton   | Mercedes                   | 15     | Motor                 | 11   |        |
| DNF                | 1   | Max Verstappen   | Red Bull Racing-Honda RBPT | 3      | Remmen                | 1    |        |
| Bron: formula1.com |     |                  |                            |        |                       |      |        |

S Charles Leclerc reed voor de negende keer in zijn carrière een snelste ronde en behaalde hiermee een extra punt.

*1 Fernando Alonso eindigde de wedstrijd als zesde maar kreeg een straf van 20 seconden omdat hij afweek van het normale rempunt, dit wordt als reden aangegeven voor het ongeluk van George Russell. Alonso kreeg tevens drie strafpunten op zijn licentie.

*2 Pierre Gasly kreeg een tijdstraf van vijf seconden voor het over de witte lijn rijden bij het uitrijden van de pitstraat, dit had geen gevolgen voor de positie in de einduitslag.

† Uitgevallen maar wel geklasseerd omdat er meer dan 90% van de race-afstand werd afgelegd.

## Tussenstanden wereldkampioenschap
Betreft tussenstanden voor het wereldkampioenschap na afloop van de race.

### Coureurs
| Pos. | Nr. | Coureur          | Constructeur               | Punten |
| ---- | --- | ---------------- | -------------------------- | ------ |
| 1    | 1   | Max Verstappen   | Red Bull Racing-Honda RBPT | 51     |
| 2    | 16  | Charles Leclerc  | Ferrari                    | 47     |
| 3    | 11  | Sergio Pérez     | Red Bull Racing-Honda RBPT | 46     |
| 4    | 55  | Carlos Sainz jr. | Ferrari                    | 40     |
| 5    | 81  | Oscar Piastri    | McLaren-Mercedes           | 28     |
| 6    | 4   | Lando Norris     | McLaren-Mercedes           | 27     |
| 7    | 63  | George Russell   | Mercedes                   | 18     |
| 8    | 14  | Fernando Alonso  | Aston Martin-Mercedes      | 16     |
| 9    | 18  | Lance Stroll     | Aston Martin-Mercedes      | 9      |
| 10   | 44  | Lewis Hamilton   | Mercedes                   | 8      |
| 11   | 22  | Yuki Tsunoda     | RB-Honda RBPT              | 6      |
| 12   | 38  | Oliver Bearman   | Ferrari                    | 6      |
| 13   | 27  | Nico Hülkenberg  | Haas-Ferrari               | 3      |
| 14   | 20  | Kevin Magnussen  | Haas-Ferrari               | 1      |
| 15   | 23  | Alexander Albon  | Williams-Mercedes          | 0      |
| 16   | 24  | Zhou Guanyu      | Kick Sauber-Ferrari        | 0      |
| 17   | 3   | Daniel Ricciardo | RB-Honda RBPT              | 0      |
| 18   | 31  | Esteban Ocon     | Alpine-Renault             | 0      |
| 19   | 10  | Pierre Gasly     | Alpine-Renault             | 0      |
| 20   | 77  | Valtteri Bottas  | Kick Sauber-Ferrari        | 0      |
| 21   | 2   | Logan Sargeant   | Williams-Mercedes          | 0      |

### Constructeurs
| Pos. | Constructeur               | Punten |
| ---- | -------------------------- | ------ |
| 1    | Red Bull Racing-Honda RBPT | 97     |
| 2    | Ferrari                    | 93     |
| 3    | McLaren-Mercedes           | 55     |
| 4    | Mercedes                   | 26     |
| 5    | Aston Martin-Mercedes      | 25     |
| 6    | RB-Honda RBPT              | 6      |
| 7    | Haas-Ferrari               | 4      |
| 8    | Williams-Mercedes          | 0      |
| 9    | Kick Sauber-Ferrari        | 0      |
| 10   | Alpine-Renault             | 0      |